# Ansonia (Ohio)
Ansonia – wieś w USA, w stanie Ohio, w hrabstwie Darke.
Liczba mieszkańców w 2000 roku wynosiła 1 145.

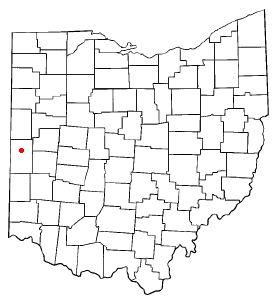
Ansonia w stanie Ohio